# لانژوو
لانژوو (به چکی: Lanžov) یک منطقهٔ مسکونی در جمهوری چک است که در منطقه تروتنوف واقع شده‌است.